# СТС-Урал
«СТС-Урал» (ранее — «РТК» («Региональная телекомпания»)) — развлекательный телеканал в Екатеринбурге, принадлежавший «СТС» с 1999 года по 2021 год.

## История
Телеканал начал своё вещание в 1996 году под названием «РТК-29». Первым сетевым партнёром выступал канал «МАРТ».
С 1999 года начинается ретрансляция «СТС». Канал переименован в «РТК». Появляется партнёр — телеканал «Студия-41».
C конца лета 2000 по 21 августа 2005 года существовал бренд «РТК - СТС в Екатеринбурге». Совместно с федеральным партнёром «РТК» организовывала различные городские мероприятия.
В 2005 году 51 % акций «РТК» были куплены сетевым партнёром — холдингом «СТС Медиа», вследствие чего канал стал называться «СТС-Урал».
С 1 октября 2007 года размещением рекламы на телеканале занимается агентство «Телец Видео Интернешнл». До этого рекламу на канале размещало рекламное агентство «Рубин», которое также занималось размещением рекламы на телеканалах «41-Домашний» и «ЦТУ». Что также интересно, «ВИ» могло получить право на размещение рекламы в эфире канала ещё в 2005 году, как у других филиалов «СТС Медиа», но «Рубину» удалось сохранить это право за собой ещё на 2 года.
С 15 сентября 2012 года с логотипа «СТС» была убрана надпись «Урал».
Весной 2014 года Владимир Злоказов покинул пост генерального директора «СТС-Урал».
До 2017 года рекламная служба «Студии-41» размещала рекламу на каналах «СТС» (29 ТВК), «Че» (12 ТВК) и «СТС Love» (в кабельных сетях) (на этих телеканалах также присутствовала общая бегущая строка с часами). Помимо местных рекламных блоков, на телеканале «СТС-Урал» выходили повторы информационной программы «Студии-41» «Главные новости Екатеринбурга» и скетч-шоу «6 кадров». C 2017 по 2021 год на 29 ТВК шел эфир «СТС» с региональной рекламой от «Регион-медиа» (рекламное агентство также размещает местную рекламу в цифровом эфире «СТС» в Екатеринбурге). Весной 2021 года аналоговое вещание телеканалов «СТС» (29 ТВК) и «Че» (12 ТВК) в Екатеринбурге прекращено.

## Программы и ведущие
- «Главные новости Екатеринбурга. Авторский взгляд» (2009—2017).
- «Главные новости Екатеринбурга». Суббота в 16:00 (2012—2017).
- «Новости в наступлении. Сверх плана» — ПН-ЧТ в 00:00 (2004—2015).
- «Неделя без галстука». Воскресенье в 16:00 (2009—2012).
- «Истории в деталях. Екатеринбург» (2007—2009) — стала финалистом на всероссийском телевизионном конкурсе «ТЭФИ-Регион» 2008 в номинации ежедневная информационная-развлекательная программа.[9] Ведущие: Артемий Захаров, Надежда Иванова, Вероника Новоселова.
- «Новости в наступлении» — каждый будний день в 19:30 (с 2005 года — Новости 41) (1999—2007).
- «День города» (до 2007 года).
- «6 кадров» (до 2017 года).